# Кванджон (ван Корьо)
Кванджон (кор. 광종, 光宗, Gwangjong, Kwangjong); ім'я при народженні Ван Со (кор. 왕소, 王昭, Wang So, Wang So; 925 — 4 липня 975) — корейський правитель, четвертий володар Корьо.

## Біографія
Був четвертим сином вана Тхеджо. Зійшов на престол 949 року після смерті свого старшого брата Чонджона. На той момент позиції нового монарха були досить хиткими. Це було пов'язано з боротьбою між аристократичними кланами, що оточували Вана й обіймали високі посади в державі.
Усвідомивши необхідність створення міцної центральної влади, Кванджон почав вивчати праці імператора китайської держави Тан Лі Шиміня, оскільки той свого часу опинився в подібній ситуації, однак зумів побудувати сильний уряд. У свою чергу Кванджон перейняв багато ідей з досвіду імператора та впровадив їх у життя в своїй державі.
Передусім Кванджон мав нівелювати чи хоча б зменшити могутність своїх суперників у боротьбі за владу, тож багатьох із них він ув'язнив, заслав або стратив. Він ухвалив низку законів, спрямованих на централізацію державного управління. Один з них, прийнятий 956 року, передбачав звільнення рабів (нобі), на яких перетворювались люди, захоплені в полон під час боротьби між кланами. Такий закон з одного боку послабив владу аристократії, а з іншого — збільшив податкові надходження, бо раби податків не сплачували, а вільні селяни — так.
958 року Кванджон запровадив систему іспитів для державної служби за китайським зразком. До того призначення на державні посади відбувалось на підставі соціального статусу, родинних зв'язків і положення, що дозволило багатьом некомпетентним людям зайняти високі державні та урядові пости. Принцип таких іспитів у Кореї використовували впродовж наступних 900 років до 1894.
Кванджон проголосив себе імператором, суверенним і незалежним від будь-якої іншої держави, що поклало край залежних відносин із Тан.
Чхве Синно, історик, який займав пост прем'єр-міністра при перших шести правителях Корьо, написав книгу, критикуючи Кванджона за те, що той накопичував борги Корьо, надто багато приділяючи уваги будівництву буддійських храмів та реалізації громадських проєктів. Він свідчив, що перші вісім років правління Кванджона мали мирний характер, оскільки той правив мудро та суворо не карав, але потім він став тираном, надмірно витрачав кошти, терпів корупцію та карав усіх, хто виступав проти його політики.
Помер у липні 975 року. Після смерті Кванджона трон успадкував його син Кьонджон.